# Ouled Aiche
Ouled Aiche è un comune dell'Algeria, situato nella provincia di Relizane.